# گورستان سید سلطان علی
قبرستان سید سلطان علی مربوط به دوران‌های تاریخی پس از اسلام است و در شهرستان ارسنجان، بخش مرکزی، روستای جلودر واقع شده و این اثر در تاریخ ۲۲ مرداد ۱۳۸۴ با شمارهٔ ثبت ۱۳۳۰۰ به‌عنوان یکی از آثار ملی ایران به ثبت رسیده است.